# Relaciones Suecia-Ucrania
Las relaciones diplomáticas entre los dos países se establecieron el 13 de enero de 1992. Suecia tiene una embajada en Kiev y un consulado honorario en Kajovka. Ucrania tiene una embajada en Estocolmo.

## Relaciones históricas
Los primeros contactos documentados entre la gente de Escandinavia y los territorios eslavos de Ucrania son los viajes Varegos a lo que llamaron Garðaríki.[cita requerida] Uno de estos Varangians fue Rurik quien según la Crónica de Néstor fue el fundador de la dinastía ruríkida que gobernó Rus de Kiev hasta el siglo XIV. Las relaciones entre los reyes suecos y la Rus de Kiev fueron estrechas durante muchos siglos y Yaroslav I el Sabio también estaba casado con la hija del rey Olof Skötkonung Ingigerd Olofsdotter.
Según la teoría normanista, se cree que la Rus de Kiev adoptó su nombre de la élite varangiana, que se mencionó por primera vez en la década de 830 en el ' 'Anales de San Bertan. Los Anales cuentan que la corte del Emperador del Sacro Imperio Romano Germánico Luis II en Ingelheim, en 839 (el mismo año de la primera aparición de Varangian s en Constantinopla), fue visitado por una delegación del emperador bizantino. Los delegados incluían a dos hombres que se hacían llamar "Rhos" ("Rhos vocari dicebant"). Louis preguntó sobre sus orígenes y se enteró de que eran suecos. Temiendo que fueran espías de sus hermanos, los daneses, los encarceló. También fueron mencionados en los años 860 por el patriarca bizantino Focio bajo el nombre, "Rhos".

### Alianza con Bohdan Khmelnytsky

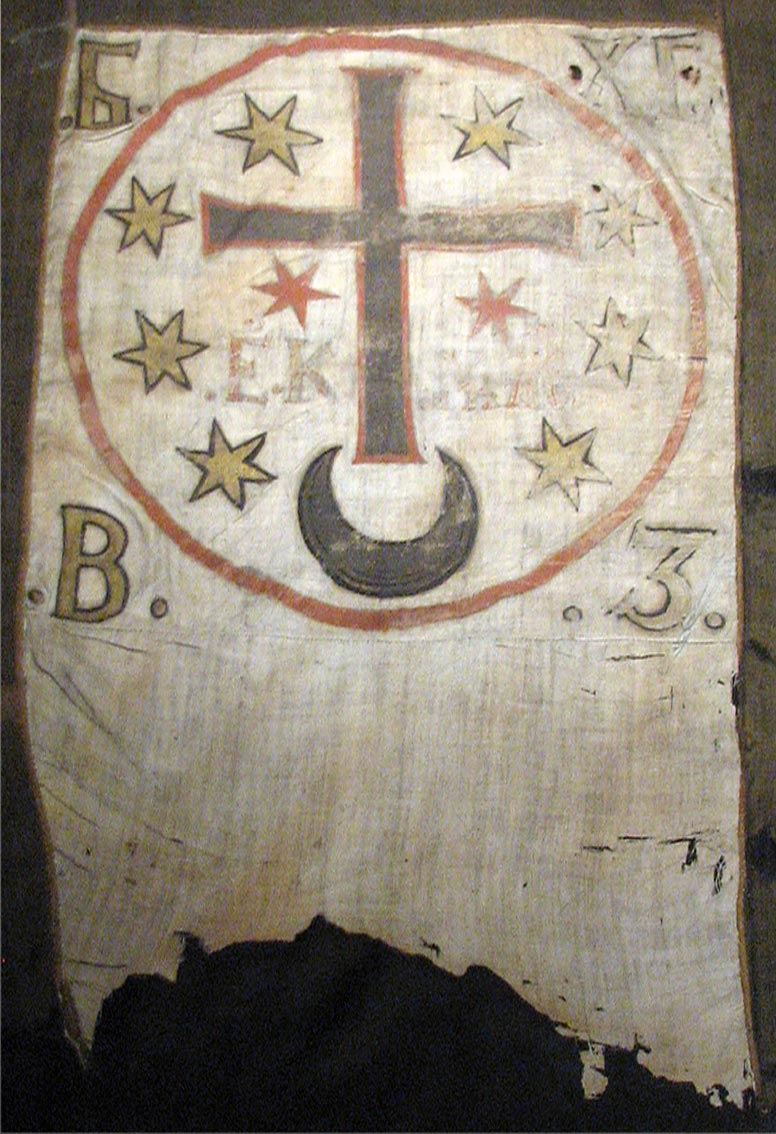
Bandera de Bohdan Khmelnytsky que fue tomada en la batalla de Berestechko. Más tarde fue tomada por los suecos en Varsovia 1655 y ahora se puede ver en Armémuseum, Estocolmo, Suecia.

Una alianza entre Suecia y Hetman Bohdan Khmelnytsky contra Polonia se negoció varias veces entre 1651 y 1657. Después de la paz de 1656 en Vilnius entre [[Tsardom of Russia|Moscovy] ] y Polonia Hetman Bohdan Khmelnytsky se enfureció y escribió al zar Alexis I de Rusia: Los suecos son gente honesta; cuando prometen amistad y alianza, cumplen su palabra. Sin embargo, el zar, al establecer un armisticio con los polacos y al querer devolvernos a sus manos, se ha comportado de la manera más cruel con nosotros. Incluso después del Tratado de Pereyaslav en 1654 Hetman Bohdan Khmelnytsky continuó negociando con los suecos ya finales de 1655 su embajador hizo propuestas al rey sueco Charles Gustav X de Suecia] para aceptar a Ucrania como un estado vasallo sueco y le prometió el fiel servicio de toda la Hueste de Zaporozhian.
Finalmente, se firmó un acuerdo entre Suecia y tres comandantes ucranianos (Ivan Bohun, el líder de los protestantes ucranianos Yuri Nemyrych e Ivan Kovalivsky) el 6 de octubre de 1657 en Korsun donde Suecia reconoció las fronteras ucranianas hasta Wisła en el oeste y Prusia en el norte. Pero para entonces Bohdan Khmelnytsky había muerto un mes antes y después de que los suecos se fueran de Polonia para campañas militares en Dinamarca, la alianza propuesta murió.

### Alianza con Iván Mazepa
Durante la Gran Guerra del Norte Suecia y Hetman Ivan Mazepa formaron una alianza en 1708 contra Pedro I de Rusia. Pero después de la derrota en la Poltava el 28 de junio de 1709, partes del ejército sueco bajo el mando del rey Carlos XII y Hetman Ivan Mazepa juntos con sus leales cosacos tuvo que huir a Bender en la Turquía otomana donde Mazepa pronto murió. Pylyp Orlyk fue entonces elegido como Hetman en el exilio por los cosacos y el rey sueco Carlos XII (Charles XII de Suecia). Mientras que en Bender Pylyp Orlyk escribió una de las primeras Constituciones de Pylyp Orlyk estatales en Europa. Esta constituciones fue confirmada por Carlos XII y también lo nombra como el protector de Ucrania.
Después de varias incursiones fallidas en Ucrania, Hetman Pylyp Orlyk junto con varios otros cosacos siguió al rey sueco Carlos XII a Suecia en 1716. Hetman Pylyp Orlyk con su esposa Hanna Hertsyk y siete hijos vivían ahora en la ciudad de Kristianstad durante algunos años. Entre los otros refugiados ucranianos que residieron en Kristianstad y Estocolmo entre 1716 y 1720 se pueden mencionar al sobrino de Ivan Mazepa, la esposa de Andriy Voynarovskyi, Hanna Myrovych, el general Osaul Hryhory Hertsyk, Ivan Hertsyk, el juez general Klyment Dolhopoly, Fedir Myrovych, Fedir Tretiak y un sacerdote ortodoxo llamado Parfeniy. Pylyp Orlyk y su familia abandonaron Estocolmo en 1720, pero hasta 1747 su viuda e hijos recibieron apoyo financiero del Riksdag de Suecia.

### Fundación de Gammalsvenskby
En 1782 se fundó un pueblo sueco en las tierras recién conquistadas de Nueva Rusia. Los colonos de habla sueca de alrededor de 1000 vinieron de la isla de Dagö (Estonio: Hiiumaa) en la actual Estonia. Muchos de ellos murieron durante la caminata de nueve meses desde su isla natal hasta lo que se convertiría en su nuevo pueblo. Se cree que Catalina II de Rusia los obligó más o menos a mudarse allí. El nuevo pueblo se llamó "Svenskbyn" (El pueblo sueco), pero después de que los colonos alemanes llegaron a la zona, el nombre del pueblo se cambió a Gammalsvenskby (Viejo pueblo sueco).
En 1885 se construyó una iglesia luterana sueca y el contacto con Suecia se mantuvo de muchas maneras a través de la iglesia. Pero después de la revolución, la situación de los aldeanos de habla sueca empeoró y en 1929 la mayoría de ellos (alrededor de 900) emigraron a Suecia. Pero después de llegar a Suecia, muchos se sintieron decepcionados y tuvieron problemas para adaptarse a la forma de vida sueca. Muchos decidieron emigrar a Canadá, donde muchos aldeanos ya habían emigrado a principios del siglo XX. Pero alrededor de 240 aldeanos decidieron regresar a Gammalsvenskby. Allí pronto sufrieron mucho durante El Gran Terror en la década de 1930.
Hoy quedan muy pocos aldeanos de habla sueca en Gammalsvenskby. Y hoy ya no es un pueblo en sí mismo sino una parte del pueblo Zmiyivka (en ucraniano: Зміївка) en Kherson Oblast, Ucrania.
Hay un museo sobre los suecos de Gammalsvenskby en Roma, Gotland, donde muchos de los aldeanos se asentaron después de regresar a Suecia.

### Relaciones durante el siglo XX
Volodymyr Stepankivskyi y M. Zaliznyak abrieron una oficina de información ucraniana en 1916 en Estocolmo. En 1918 se abrió en Estocolmo una misión diplomática oficial de la República Popular de Ucrania encabezada por K. Lossky.
Durante y después de la Segunda Guerra Mundial, unos 2500 refugiados ucranianos se dirigieron a Suecia, aunque muchos de ellos continuaron a EE. UU. y Canadá por temor a ser extraditados a la Unión Soviética. Los que se quedaron en Suecia fundaron una Sociedad Ucraniana en Suecia en 1947. En la década de 1950 también abrieron un centro de información ucraniano en Estocolmo dirigido por Bohdan Kentrschynskyj.
Suecia apoya las aspiraciones de Ucrania de unirse a la Unión Europea. Suecia condenó la ocupación rusa de Crimea en 2014 y la violencia contra Ucrania por parte de las fuerzas rusas.

#### 2022 Invasión rusa de Ucrania
Suecia condenó la invasión de Ucrania por parte del presidente ruso Vladimir Putin y votó en contra de Rusia en la la resolución de las Naciones Unidas para condenar la invasión. Debido a la invasión, Suecia anunció que aumentaría el gasto militar citando la falta de seguridad de la nación, y el país también anunció que apoyaría la resistencia de Ucrania mediante el envío de 5000 armas antitanque. Los analistas de los medios occidentales especulan que el aumento del presupuesto de defensa alentaría tanto a Suecia como a la vecina Finlandia, la primera de las cuales ha sido tradicionalmente neutral, a unirse a la OTAN, que solo ha sido respaldada por nuevas encuestas que muestran un nuevo descubrimiento. la mayoría de los suecos apoyan que su país se una a la alianza militar y que ambos países han participado junto con la OTAN en ejercicios militares recientes.

## Relaciones económicas
Hasta ahora, la empresa sueca más exitosa y conocida en Ucrania es la empresa de procesamiento de alimentos Chumak (en ucraniano: Чумак) en Kakhovka, [ [Óblast de Jerson]]. Hoy en día es una de las mayores empresas de alimentos de Ucrania. Fue fundada en 1996 por dos jóvenes empresarios suecos con la ayuda financiera de Hans Rausing de Tetra Pak.
En los últimos años, los bancos suecos han comenzado a mostrar un interés creciente en la economía ucraniana en expansión. A principios de 2005 SEB compró AGIO Bank (en ucraniano: АЖІО банк) que luego se transformó en SEB Bank (Ucrania) y a fines de 2007 SEB compró Factorial Bank (en ucraniano: Факторіал-Банк) con oficinas en Járkov y el este de Ucrania. Se planea incorporar este banco en SEB Bank (Ucrania). En la actualidad, SEB tiene 85 oficinas en Ucrania, pero el plan es abrir entre 20 y 25 oficinas adicionales por año, por lo que llegará a unas 300 oficinas en los próximos años.
A mediados de 2007 Swedbank compró TAS-Komerzbank que en diciembre de 2007 cambió su nombre a Swedbank. Actualmente este banco tiene 190 oficinas en toda Ucrania.
El gigante minorista de muebles sueco IKEA ha planeado durante muchos años abrir su propia tienda y Centro comercial MEGA en Kiev, similar a los de Moscú, pero ha sido retrasado debido a una disputa sobre la tierra. En cambio, parece que se abrirá una tienda en Odesa en un futuro cercano. Pero IKEA ha estado activo en Ucrania durante muchos años a través de diferentes proveedores de sus muebles, principalmente a través de su filial Swedwood con oficina en Uzhhorod.

## Ciudades hermanas
- Eskilstuna y  Leópolis
- Gotland y  Gammalsvenskby
- Estocolmo y  Kiev

## Misiones diplomáticas
- Suecia tiene una embajada en Kiev.
- Ucrania tiene una embajada en Estocolmo.

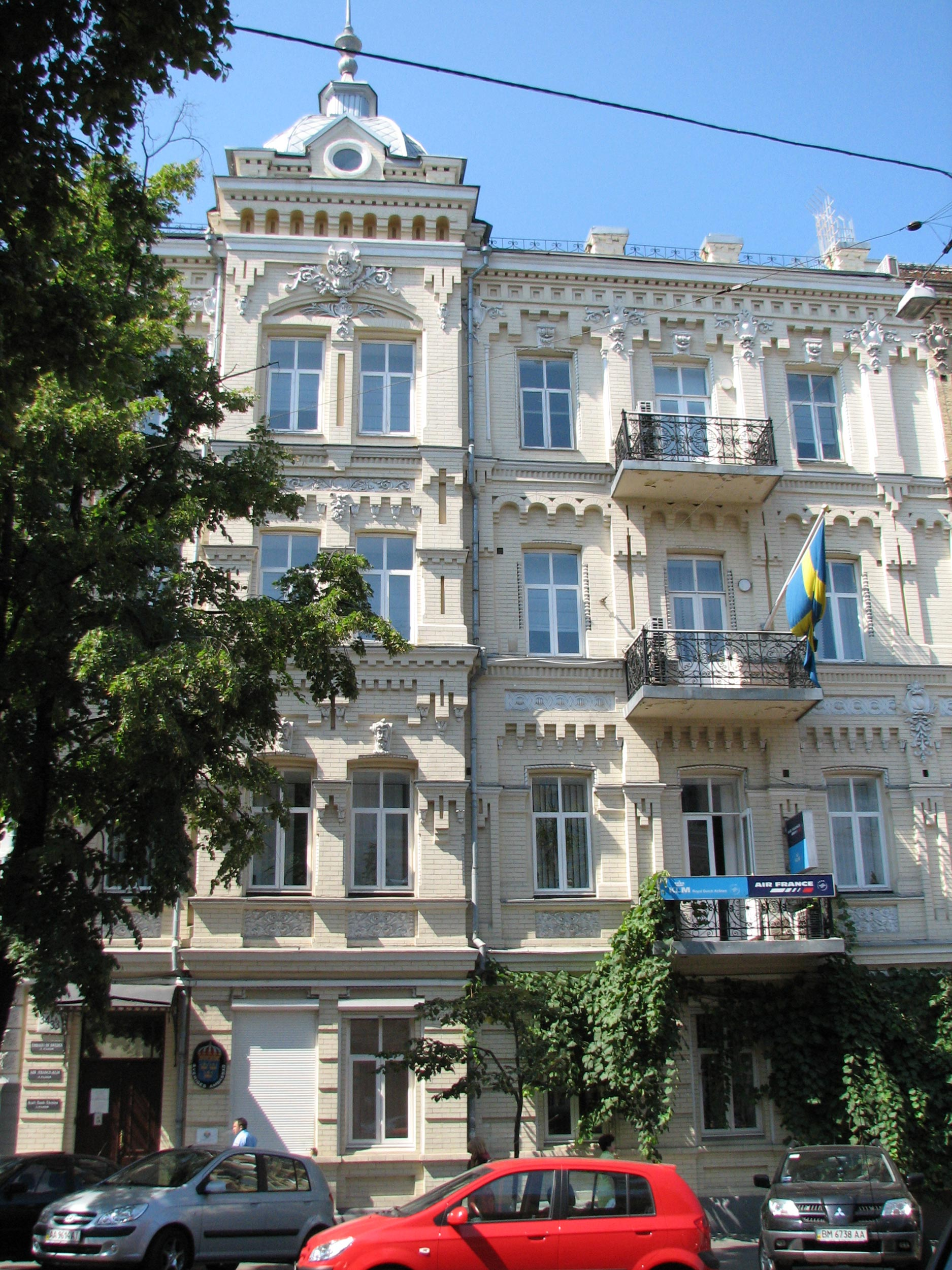
Embajada de Suecia en Kiev
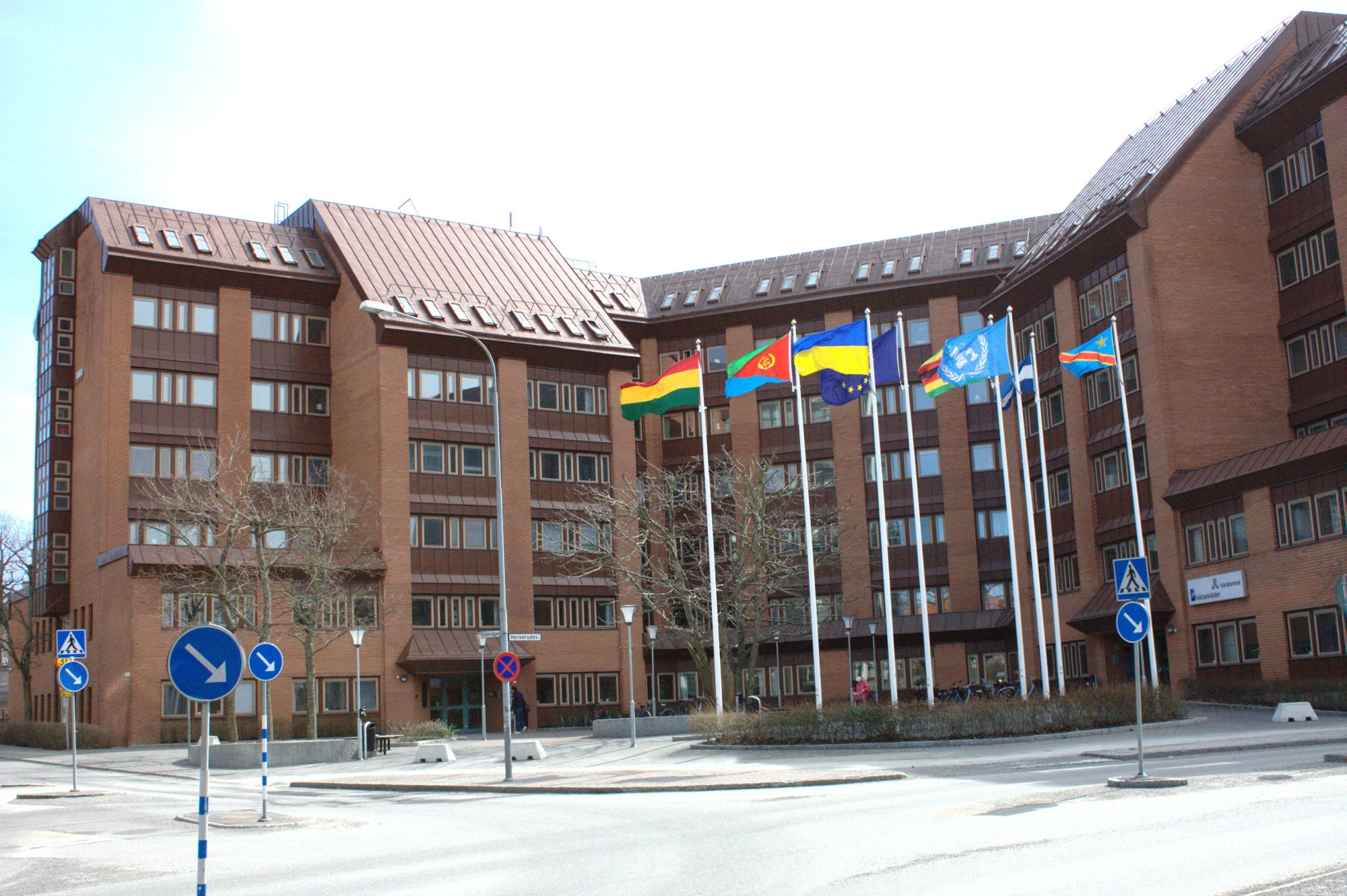
Embajada de Ucrania en Estocolmo